# Coppa del Mondo femminile di pallavolo 2003
La Coppa del Mondo femminile di pallavolo 2003 si è svolta dal 1º al 15 novembre 2003 a Tokyo, Kagoshima, Nagoya, Sendai, Sapporo, Toyama e Osaka, in Giappone. Al torneo hanno partecipato 12 squadre nazionali e la vittoria finale è andata per la terza volta alla Cina, che si è qualificata per i giochi della XXVIII Olimpiade, insieme al Brasile e agli Stati Uniti, rispettivamente seconda e terza classificate.

## Girone unico

### Primo round
| Girone A                                                               | Girone B                                                          |
| ---------------------------------------------------------------------- | ----------------------------------------------------------------- |
| Sede: Tokyo Argentina Corea del Sud Egitto Giappone Italia Stati Uniti | Sede: Kagoshima Brasile Cina Cuba Polonia Rep. Dominicana Turchia |

### Secondo round
| Girone C                                                                | Girone D                                                       |
| ----------------------------------------------------------------------- | -------------------------------------------------------------- |
| Sede: Nagoya Argentina Corea del Sud Egitto Giappone Italia Stati Uniti | Sede: Sendai Brasile Cina Cuba Polonia Rep. Dominicana Turchia |

### Terzo round
| Girone E                                                                  | Girone F                                                      |
| ------------------------------------------------------------------------- | ------------------------------------------------------------- |
| Sede: Sapporo Giappone Italia Polonia Rep. Dominicana Stati Uniti Turchia | Sede: Toyama Argentina Brasile Cina Corea del Sud Cuba Egitto |

### Quarto round
| Girone G                                                  | Girone H                                                                   |
| --------------------------------------------------------- | -------------------------------------------------------------------------- |
| Sede: Osaka Brasile Cina Cuba Giappone Italia Stati Uniti | Sede: Osaka Argentina Corea del Sud Egitto Polonia Rep. Dominicana Turchia |

## Podio

### Campione
Formazione: 2 Feng, 3 Yang, 4 Liu, 6 Li, 7 Zhou, 8 Zhao, 9 Zhang Y., 10 Chen J., 12 Song, 15 Wang, 16 Zhang N., 18 Zhang P., CT: Chen Z.

### Secondo posto
Formazione: 1 de Oliveira, 3 Coimbra, 4 Silva, 7 de Souza, 8 Menezes, 9 Gonzaga, 10 Dias, 11 Beatriz, 12 Pequeno, 14 Venturini, 15 Xavier, 16 Claudino, CT: Guimarães

### Terzo posto
Formazione: 1 Phipps, 2 Scott, 3 Haneef, 4 Berg, 5 Sykora, 6 Bachman, 7 Bown, 11 Ah Mow, 13 Cross, 15 Tom, 16 Noriega, 18 Meendering, CT: Yoshida

## Classifica finale
| Classifica | Squadre         | Qualificazione                |
| ---------- | --------------- | ----------------------------- |
|            | Cina            | Giochi della XXVIII Olimpiade |
|            | Brasile         | Giochi della XXVIII Olimpiade |
|            | Stati Uniti     | Giochi della XXVIII Olimpiade |
| 4          | Italia          |                               |
| 5          | Giappone        |                               |
| 6          | Cuba            |                               |
| 7          | Turchia         |                               |
| 8          | Polonia         |                               |
| 9          | Corea del Sud   |                               |
| 10         | Rep. Dominicana |                               |
| 11         | Argentina       |                               |
| 12         | Egitto          |                               |